# Апасео-эль-Альто
Апасео-эль-Альто (исп. Apaseo el Alto) — город и административный центр одноимённого муниципалитета в мексиканском штате Гуанахуато. Численность населения, по данным переписи 2010 года, составила 27 991 человек.

## История
Название Apaseo с языка пурепеча можно перевести как «место обитания опоссумов». El Alto с испанского языка можно перевести как верхний.

## Фотографии

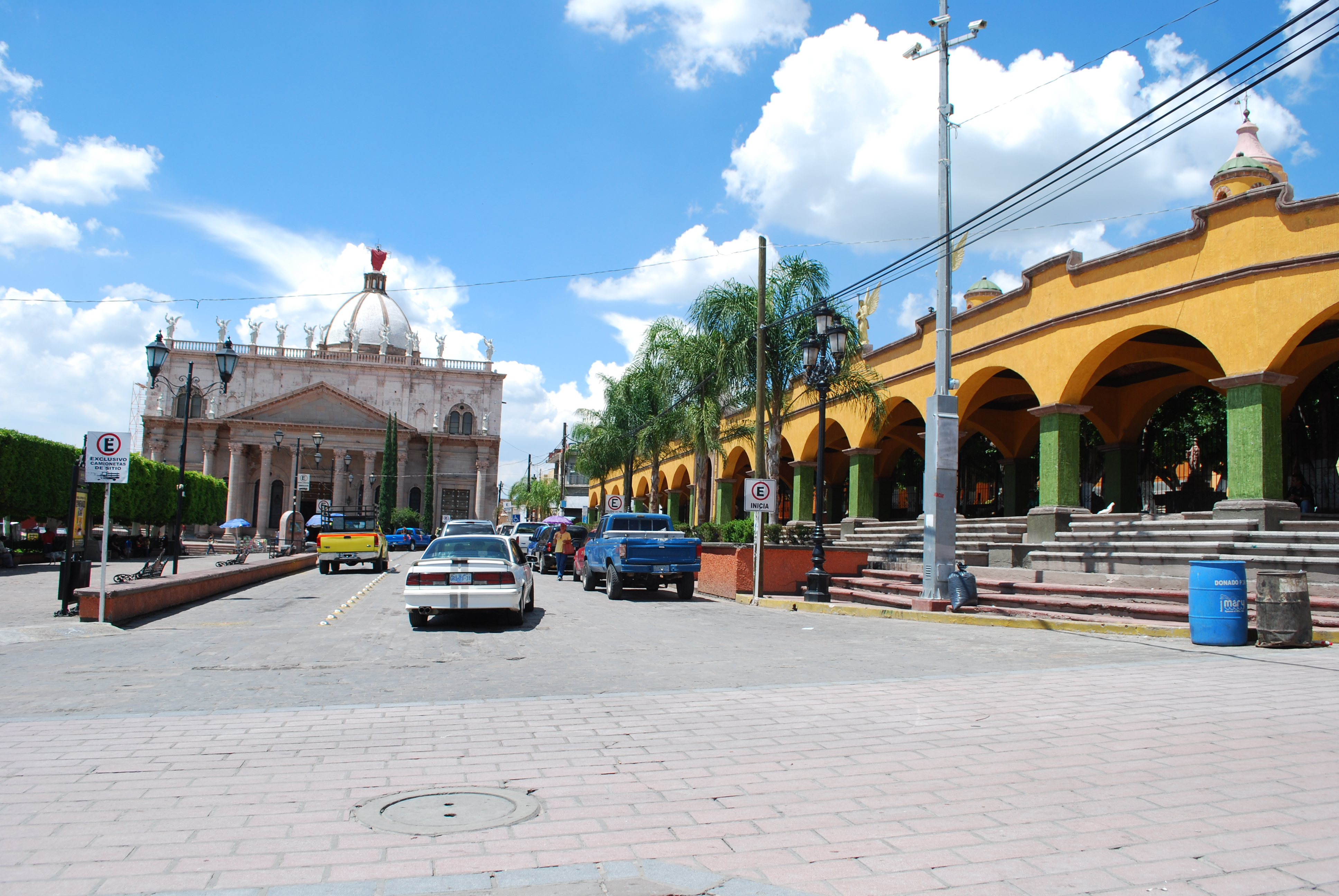
Центр города
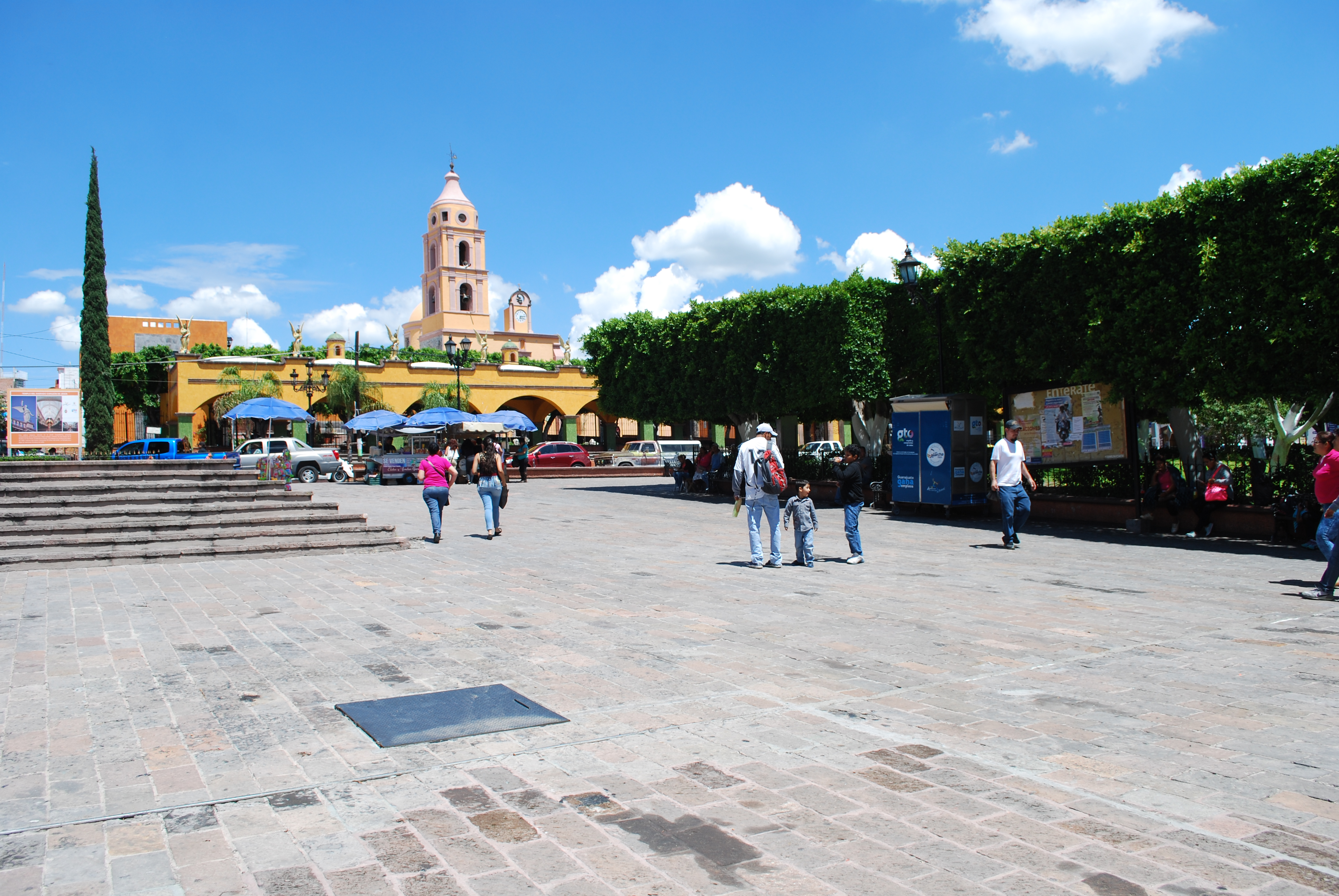
Центр города